# MÁV IVe
Die MÁV IVe waren Güterzug-Schlepptenderlokomotiven der ungarischen Staatsbahnen (MÁV).

## Geschichte
Da die MÁV mit vierfach gekuppelten Lokomotiven keine positiven Erfahrungen mit dem Kurvenlauf gemacht hatten (vgl. MÁV IVc), entschied man sich für die Anschaffung von Mallet-Lokomotiven für den Güterzugdienst auf steigungs- und krümmungsreichen Strecken.
Nachdem die ungarischen Karststrecken auf 16 t zulässiges Achsgewicht erhöht worden waren, konnten im Vergleich zu den Mallets der Reihe MÁV IVd leistungsstärkere Lokomotiven beschafft werden.
Die Budapester Maschinenfabrik wählte für ihren Entwurf größere Raddimensionen als die bei den IVd, womit eine Höchstgeschwindigkeit von 60 km/h erreicht werden konnte.
Der bekanntermaßen unruhige Lauf der IVd bei 50 km/h wurde bei den IVe durch den Einsatz einer Vorlaufachse mit Rückstellfeder behoben.
Der Kessel war größer und leistungsfähiger als der der IVd.
Zum Antrieb wählte man aber wieder ein Verbundtriebwerk.
Als Steuerung wählte man eine Heusinger-Steuerung.
Da die MÁV bald zu CC-Mallets (MÁV 601) überging, wurden nur 15 Exemplare der Reihe IVe beschafft.